# Pastria albimedia
Pastria albimedia är en fjärilsart som beskrevs av James John Joicey och Talbot 1917. Pastria albimedia ingår i släktet Pastria och familjen tjockhuvuden. Inga underarter finns listade i Catalogue of Life.